# NEST (نرم افزار)
NEST یک نرم‌افزار شبیه‌سازی برای مدل‌های شبکه عصبی ، از جمله شبکه‌های عصبی در مقیاس بزرگ است. NEST در ابتدا توسط Markus Diesmann و Marc-Oliver Gewaltig توسعه داده شد و اکنون توسط NEST Initiative توسعه و نگهداری می شود.

## فلسفه مدلسازی
شبیه سازی NEST سعی می کند منطق یک آزمایش الکتروفیزیولوژیکی را که در داخل یک کامپیوتر انجام می شود دنبال کند، با این تفاوت که سیستم عصبی مورد بررسی باید توسط آزمایشگر تعریف شود.
سیستم عصبی با تعداد زیادی نورون و اتصالات آنها تعریف می شود. در یک شبکه NEST، مدل‌های مختلف نورون و سیناپس می‌توانند همزیستی داشته باشند. هر دو نورون می توانند چندین اتصال با خواص متفاوت داشته باشند. بنابراین، اتصال را به طور کلی نمی توان با یک وزن یا ماتریس اتصال توصیف کرد، بلکه به عنوان یک لیست مجاورت توصیف کرد.
برای دستکاری یا مشاهده پویایی شبکه، آزمایشگر می تواند وسایلی را تعریف کند که ابزارهای مختلف (برای اندازه گیری و تحریک) موجود در یک آزمایش را نشان می دهند. این دستگاه ها داده های خود را یا در حافظه یا فایل می نویسند.
NEST قابل توسعه است و می‌توان مدل‌های جدیدی برای نورون‌ها، سیناپس‌ها و دستگاه‌ها اضافه کرد.